# طوطی دریایی شاخ‌دار
طوطی دریایی شاخ‌دار (نام علمی: Fratercula corniculata) نام یک گونه از سرده طوطی دریایی است.